# Dmitri Sosnovski
Dmitrii Ivanovich Sosnowsky (traslitera al ruso: Дмитрий Иванович Сосновский) ( * 1885 - 1952 ) fue un botánico ruso.

## Algunas publicaciones

### Libros
- Maqašvili, a; di Sosnowsky. 1941. Flora Georgiae
- Kamienski, D; di Sosnowsky, e Koenig. 1942 Lichenes Peninsula taurica et in Caucaso

## Honores
- (Geraniaceae) (Erodium sosnowskianum Fed.[1]

- La abreviatura «Sosn.» se emplea para indicar a Dmitri Sosnovski como autoridad en la descripción y clasificación científica de los vegetales.[2]